# Doctor Hollywood
Doctor Hollywood (títol original: Doc Hollywood) és una pel·lícula estatunidenca dirigida per Michael Caton-Jones estrenada l'any 1991, treta del llibre What? Dead Again? de Neil Shulman. Ha estat doblada al català.

## Argument
Benjamin Stone abandona sense glòria la seva plaça de metge d'urgències per buscar èxit i prosperitat a la costa oest dels Estats Units on té com a objectiu una plaça de cirurgià plastic a Beverly Hills. Per una sortida de carretera a la petita ciutat de Grady a Carolina del Sud, destrossa la valla del jutge Evans i es troba condemnat a una pena d'interès general en aquesta petita ciutat del camp.
Vet aquí impulsat com a metge rural i obligada de despuntar com un empleat de fàbrica.
A poc a poc i malgrat la seva repugnància inicial, se sorprèn en apreciar la seva vida, feta de casos simple i esmaltada de bons moments, sobretot després d'haver conegut Lou, una simpàtica conductora d'ambulància i advocada en formació, per qui descobreix una atracció però per desgràcia no reciproca.
Els dies passen i arriba el final de la seva condemna. El vell metge local li proposa llavors ocupar la seva plaça, però les seves esperances i les seves ambicions són les més fortes que tots i marxa finalment cap a Califòrnia i Beverly Hills.

## Repartiment
- Michael J. Fox: Dr. Benjamin Stone
- Julie Warner: Vialula / 'Lou'
- Woody Harrelson: Hank Gordon
- David Ogden Stiers Nick Nicholson
- Barnard Hughes: Dr. Aurelius Hogue
- Bridget Fonda: Nancy Lee Nicholson
- Frances Sternhagen: Lillian
- Eyde Byrde: Infermera Packer
- Mel Winkler: Melvin
- William Cowart: Lane
- Helen Martin: Maddie
- Roberts Blossom: Jutge Evans
- George Hamilton: Dr. Halberstrom
- Macon McCalman: Aubrey Draper
- Jordan Lund: John Crawford
- Tom Lacy: Xèrif Cotton
- Time Winters: Kyle Owens
- K.T. Vogt: Mary Owens
- Ratlla Birk: Simon Tidwell
- Amzie Strickland: Violeta
- Robert Munns: Mortimer
- Douglas Brush: McClory
- Barry Sobel: Dr. Tommy Shulman
- Amanda Junette Donatelli: Emma, la filla de Lou
- Kelly Jo Minter: Mulready